# Gymnastes (Paragymnastes) gloria
Gymnastes (Paragymnastes) gloria is een tweevleugelige uit de familie steltmuggen (Limoniidae). De soort komt voor in het Australaziatisch gebied.